# ناحیه گنسن، شهرستان سنت لوئیس، مینه سوتا
ناحیه گنسن (به انگلیسی: Gnesen Township) یک منطقهٔ مسکونی در ایالات متحده آمریکا است که در شهرستان سنت لوئیس، مینه‌سوتا واقع شده‌است.
 ناحیه گنسن ۱۸۵٫۵ کیلومتر مربع مساحت و ۱٬۶۸۳ نفر جمعیت دارد و ۴۱۸ متر بالاتر از سطح دریا واقع شده‌است.